# Fondo Kuwaití para el Desarrollo Económico Árabe

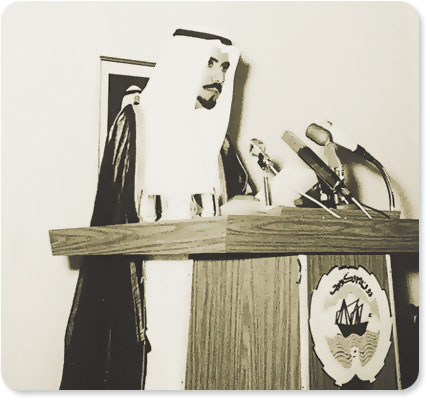
Jaber Al-Ahmad Al-Jaber Al-Sabah

El Fondo Kuwaití para el Desarrollo Económico Árabe (en inglés: Kuwait Fund for Arab Economic Development) es una agencia estatal de Kuwait para la prestación y administración de asistencia financiera y técnica a los países en desarrollo. Desde 2003 depende del Ministerio de Asuntos Exteriores y del Ministerio de Hacienda.
Fundada en diciembre de 1961 por el entonces Ministro de Finanzas, emir Jaber Al-Ahmad Al-Jaber Al-Sabah, el Fondo había empezado a funcionar poco después de la independencia del país, velando por el descubrimiento para Kuwait de nuevas riquezas petroleras. Fue la primera agencia de ayuda en el mundo creada por un país en desarrollo. En 1974 comenzó a desarrollar actividades fuera de Kuwait.
El Fondo se creó originalmente con un capital de 50 millones de dinares, aumentando a 200 millones en 1966, 1000 millones en 1974 y 2000 millones en 1981.
Hasta 2007 había realizado 719 préstamos, a 101 países beneficiarios por un importe total de 3.857,79 millones de dinares kuwaitíes y 200 ayudas y programas de asistencia técnica, distribuidos a 88 países e instituciones, por un importe total de 98,54 millones de dinares.